# Zwitserse parlementsverkiezingen 1860
De Zwitserse parlementsverkiezingen van 1860 vonden plaats op 28 oktober 1860. Er werden 120 leden van de Nationale Raad en 44 leden van de Kantonsraad verkozen. De linkse radicalen behaalden bij deze verkiezingen een meerderheid in de Nationale Raad van 79 van de 120 zetels. De vijfde legislatuur die hierop volgde ging van start op 3 december 1860 en duurde drie jaar.

## Verloop van de verkiezingen

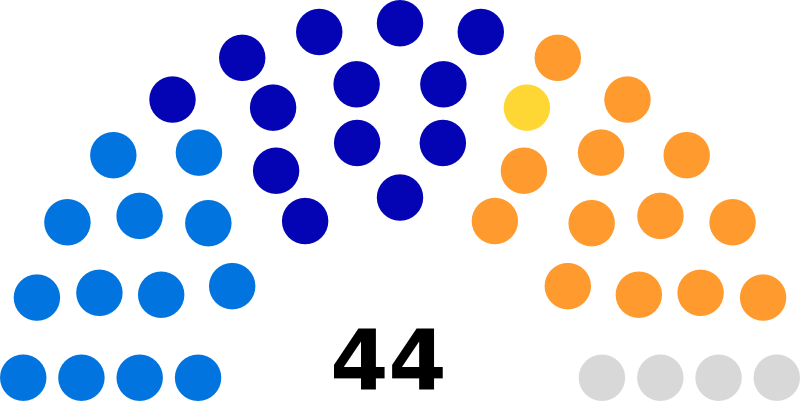
Zetelverdeling in de Kantonsraad.

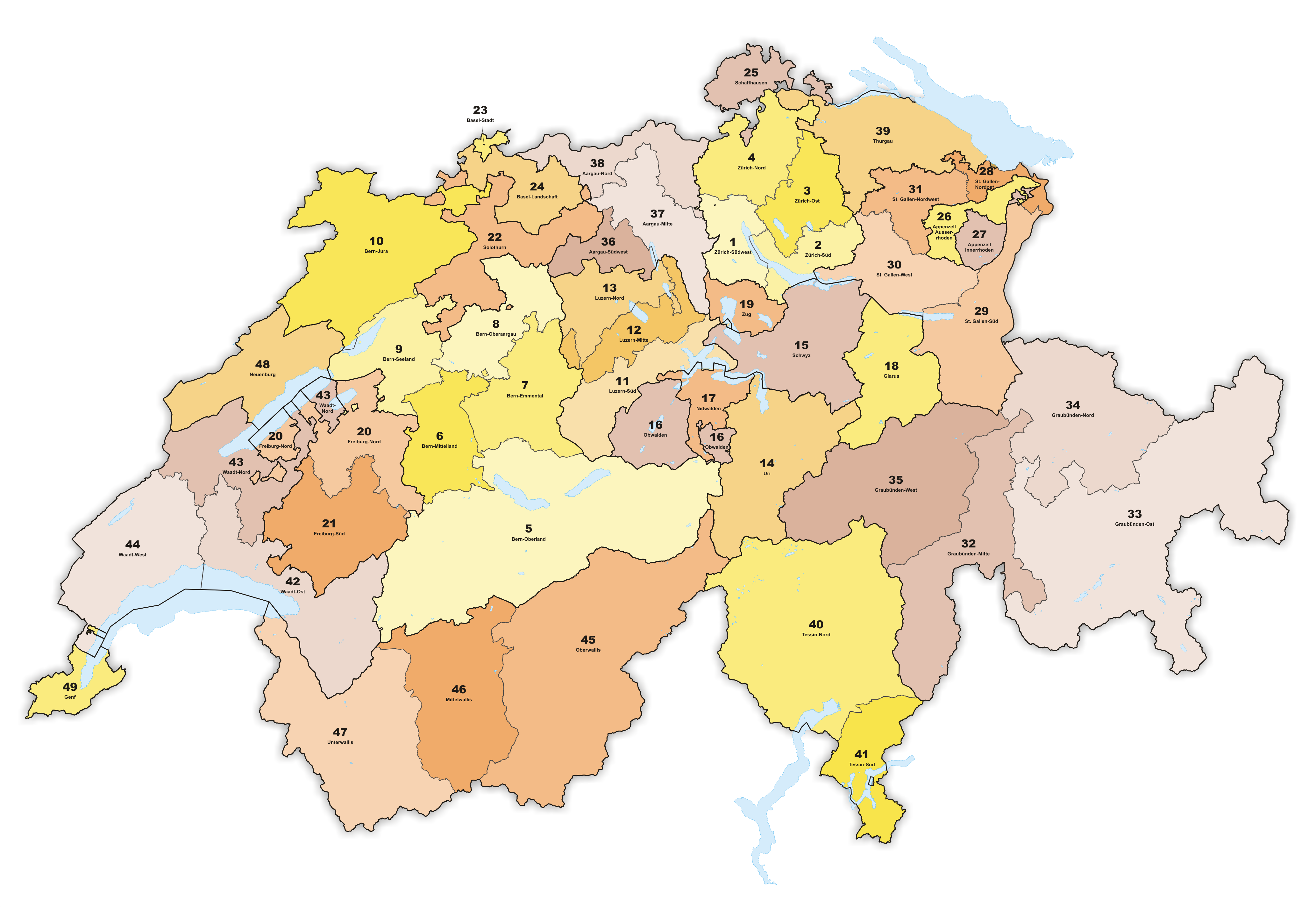
De 49 kiesdistricten zoals die golden voor de federale verkiezingen van 1851 tot die van 1860.

Net zoals bij de vorige verkiezingen sinds die van 1848, bleven ook nu linkse radicalen voor de vijfde verkiezingen op rij de grootste met 64 zetels en 48,2% van de stemmen voor de Nationale Raad, zij het dat ze fors verloren in vergelijking met de vorige parlementsverkiezingen in 1857 (-15 zetels en -12,2%). Nadat de katholieke conservatieven bij de vorige verkiezingen in 1857 voor het eerst groter werden dan de gematigde liberalen, komen zij nu opnieuw achter de liberalen op de derde plaats met 16 zetels, met een verlies van 5 zetels. De grote winnaars van deze verkiezingen waren de gematigde liberalen die 36 zetels behaalden, een toename van maar liefst 21 zetels. Nadat ze in 1857 uit het parlement waren verdwenen, deed democratisch links opnieuw haar intrede, zij het met slechts één zetel.
De kiescampagne werd vooral gekenmerkt door de strijd tussen enerzijds de linkse radicalen en anderzijds de gematigde liberalen en zakenman Alfred Escher. Terwijl de linkse radicalen immers een sterkere centrale staat wilden, hielden de gematigde liberalen vast aan een ruime kantonnale autonomie. De linkse radicalen wisten vooral stand te houden in hun machtsbasis in Romandië en de kantons Bern en Solothurn. In de meer landelijke kantons en bij de protestanten leden zij evenwel verlies, ten voordele van de gematigde liberalen. In Zürich, dat nochtans een radicaal bastion was, zorgde zakenman Alfred Escher voor een grote verrassing. Onder zijn impuls verloren de linkse radicalen er immers al hun 13 zetels aan hoofdzakelijk de gematigde liberalen, wat voor een deel de sterke terugval van die laatsten verklaarde. Dit verlies was bovendien een afstraffing voor de manier waarop de radicalen de Savoyecrisis hadden aangepakt. Dit was een diplomatiek conflict tussen Zwitserland en het Tweede Franse Keizerrijk van keizer Napoleon III over de Franse annexatie van het hertogdom Savoye, een gebied waarop ook Zwitserland aanspraken maakte ten gevolge van het Congres van Wenen.
Van de 541.670 stemgerechtigde mannen van 20 jaar en ouder namen 265.730 personen deel aan de verkiezingen, wat een opkomst betekende van 49,1%, een stijging van 2,6% ten opzichte van de vorige verkiezingen. Hierin zijn evenwel niet meegerekend de kiezers in de kantons Appenzell Innerrhoden, Appenzell Ausserrhoden, Glarus, Obwalden, Nidwalden en Uri, wiens volksvertegenwoordigers door de Landsgemeinden werden verkozen. De hoogste opkomst werd genoteerd in het kanton Schaffhausen (86,4%, procentueel identieke opkomst in vergelijking met de vorige verkiezingen), waar een opkomstplicht was ingesteld. Ook in Aargau en Solothurn was er een opkomst van meer dan 80%. In Zürich daarentegen bracht slechts 8,9% van de kiezers hun stem uit.
Ook bij deze verkiezingen waren de verkiezingen voor de Kantonsraad nog niet wettelijk geregeld. De kantons hernieuwden vaak het mandaat van hun zittende Kantonsraadsleden, die op verscheidene data werden verkozen door de kantonnale parlementen.

## Resultaat
|  | Strekking/partij          | Ideologie                                          | Zetels Nationale Raad | Zetels Kantonsraad |
|  | ------------------------- | -------------------------------------------------- | --------------------- | ------------------ |
|  | linkse radicalen          | radicalen, radicaal-democraten, centrumlinks       | 64                    | 13                 |
|  | gematigde liberalen       | liberalen, gematigden, liberaaldemocraten, centrum | 36                    | 13                 |
|  | conservatieve katholieken | conservatieve katholieken, rechts                  | 16                    | 13                 |
|  | evangelisch rechts        | conservatieve protestanten, rechts                 | 3                     | 1                  |
|  | democratisch links        | links                                              | 1                     | 0                  |
|  | onafhankelijken           | onafhankelijk                                      | -                     | 4                  |